# Agalinis pennellii
Agalinis pennellii är en snyltrotsväxtart som beskrevs av K. Barringer. Agalinis pennellii ingår i släktet Agalinis och familjen snyltrotsväxter. Inga underarter finns listade i Catalogue of Life.